# John Lewis (játékvezető)
John Lewis (Market Drayton, 1855. március 30. – Blackburn, 1926. január 13.) angol nemzetközi labdarúgó-játékvezető. Életének legnagyobb részét Lancashire-ben töltötte.

## Pályafutása

### Labdarúgóként
A labdarúgó játék őt is magával ragadta, 1875. november 5-én 17 emberrel megalapították a Blackburn Rovers FC csapatát, pénztárosi pozíciót kapott. A Blackburn Rovers 1875. december 11-én játszotta első mérkőzését. A csapat tagja volt John Lewis is. Felismerte a játék ellentmondásosságát, elhatározta, hogy párhuzamosan a játékkal játékvezetőként is segíti a sportág fejlődését. Pályafutásának vége felé a Blackburn Rovers FC együttes ügyintézője lett.

### Nemzeti játékvezetés
A játékvezetés hivatalos történetének egyik első, bíró megnevezésű sportembere. 1880-ban mondták ki, hogy játékvezetőt kell választani, addig a mérkőző felek egyike – általában a csapatkapitányok tették ezt felváltva – vezette a játékot. Pályafutásának elején még nem volt kötelező a játékvezetői vizsga, így azt már tapasztalt, megbecsült, elismert játékvezetőként szerezte meg. A sportvezetők – csapat és szövetségi – javaslatára lett országa legmagasabb Ligájának játékvezetője. Anglia legelismertebb, legmegbízhatóbb labdarúgó játékvezető sportembere. Tisztelői a játékvezetők hercege becenevet adták neki. Játékvezetői felszerelése a korra jellemző civil ruházat, kiegészítve egy olyan cipővel, amelyik megegyezett a játékosok cipőjével.

#### Nemzeti kupamérkőzések
Vezetett kupadöntők száma: 3.

##### FA-kupa
Az angol JB megbízásából három alkalommal vezette a kupadöntőt. 
| Időpont           | Helyszín                       | Mérkőzés típusa | Mérkőzés                             | Eredmény | Nézők száma |
| ----------------- | ------------------------------ | --------------- | ------------------------------------ | -------- | ----------- |
| 1895. április 20. | Crystal Palace Stadion, London | döntő           | Aston Villa FC–WBA                   | 1 : 0    | 42 560      |
| 1897. április 10. | Crystal Palace Stadion, London | döntő           | Aston Villa FC–Everton FC            | 3 : 2    | 65 891      |
| 1898. április 16. | Crystal Palace Stadion, London | döntő           | Nottingham Forest FC–Derby County FC | 3 : 1    | 62 017      |

### Nemzetközi játékvezetés
Az Angol labdarúgó-szövetség (FA) Labdarúgó Bizottsága 1898-ban terjesztette fel nemzetközi játékvezetőnek. A FIFA JB központi nyelvei közül az angolt beszélte. Több nemzetek közötti válogatott és klubmérkőzést vezetett, vagy működő társának partbíróként segített. 1908-ban ő volt az angol játékvezetők legidősebb – 53 éves -, legtapasztaltabb játékvezetője. Az aktív nemzetközi játékvezetéstől 1920-ban 65 évesen búcsúzott. Válogatott mérkőzéseinek száma: 9.

#### Olimpiai játékok
Az  1908. évi és az 1920. évi nyári olimpiai játékok labdarúgó tornáján a FIFA JB bíróként foglalkoztatta. A labdarúgó-játékvezetés és az olimpiák – a világ legfontosabb versenye (nem volt világbajnokság) – történelmében egyedüliként, első és 3. európaiként és első angolként két döntő találkozót vezethetett. Az első döntő alkalmával 53 éves volt, a másodiknál 65 évesen teljesítette szolgálatát. 1908-ban a tornán minden játékvezető egy mérkőzést vezetett, partbírói feladatot nem kellett ellátniuk. Szakmai munkájáról a belgiumi országos lap, a L'Action Nationale 1920. szeptember 4-én írt vezércikkében ez olvasható:  "Lewis csütörtökön nagyszerűen vezette a játékot..." A csehszlovák válogatott 30 perc alatt 2:0-s hátrányba került, majd, amikor a 39. percben egy durvaságért Karel Steiner védőt Lewis kiállította, a csapat levonult a pályáról.

##### 1908. évi nyári olimpiai játékok
| Időpont           | Helyszín                   | Mérkőzés típusa | Mérkőzés     | Eredmény | Nézők száma |
| ----------------- | -------------------------- | --------------- | ------------ | -------- | ----------- |
| 1908. október 24. | White City Stadion, London | döntő           | Anglia–Dánia | 2 : 0    | 8 000       |

##### 1920. évi nyári olimpiai játékok
| Időpont             | Helyszín                    | Mérkőzés típusa | Mérkőzés              | Eredmény | Nézők száma |
| ------------------- | --------------------------- | --------------- | --------------------- | -------- | ----------- |
| 1920. augusztus 31. | Olimpiai Stadion, Antwerpen | egyik elődöntő  | Belgium–Hollandia     | 3 : 0    | 22 000      |
| 1920. szeptember 2. | Olimpiai Stadion, Antwerpen | döntő           | Belgium–Csehszlovákia | 2 : 0    | 35 000      |

#### Brit Bajnokság
1882-ben az Egyesült Királyság brit tagállamainak négy szövetség úgy döntött, hogy létrehoznak egy évente megrendezésre kerülő bajnokságot egymás között. Az utolsó bajnoki idényt 1983-ban tartották meg.
| Időpont           | Helyszín                           | Mérkőzés típusa | Mérkőzés        | Eredmény |
| ----------------- | ---------------------------------- | --------------- | --------------- | -------- |
| 1898. március 26. | Solitude Ground Stadion, Belfast   | csoportmérkőzés | Írország–Skócia | 0 : 0    |
| 1906. március 3.  | Tynecastle Park Stadion, Edinburgh | csoportmérkőzés | Skócia–Wales    | 0 : 2    |
| 1907. március 16. | GSP Stadion, Glasgow               | csoportmérkőzés | Skócia–Írország | 3 : 0    |

#### A magyar labdarúgó-válogatott mérkőzései (1902–1929)
Az első nyilvános nemzetközi mérkőzés Budapest. Akkor még nem voltak kapuhálók, és a gólbírók az alapvonalon elhelyezkedve döntötték el, túljutott-e a labda a kapuvonalon, vagy sem, a kapulécen belül vagy kívül, fölötte vagy alatta ment-e el a labda. John Lewis volt Magyarországon az első nemzetközi játékvezető.
| Időpont           | Helyszín                   | Mérkőzés típusa | Mérkőzés                                            | Partbírók                            | Gólbírók                                | Nézők száma |
| ----------------- | -------------------------- | --------------- | --------------------------------------------------- | ------------------------------------ | --------------------------------------- | ----------- |
| 1897. október 31. | Millenáris-pálya, Budapest | felkészülési    | Budapesti TC (BTC)–Vienna Cricket and Football-Club | W. Mengitt (Cricket)/Papp Béla (BTC) | A. Cooper (Cricket)/Gabona Sándor (BTC) | 2 000       |

## Sportvezetőként
Aktív közreműködésével 1879-ben alapították meg a Lancashire Football Associationt. Ugyan ebben az évben kinevezték a Worcestershire Football Association titkárnak. A pozícióban 21 éven keresztül szolgálta a labdarúgást. Később  a Football League fegyelmi bizottságának elnöke lett.